# Franck Ribéry
Franck Bilal Ribéry (wym. [fʁɑ̃k ʁibeʁi]; ur. 7 kwietnia 1983 w Boulogne-sur-Mer) – francuski piłkarz, który występował na pozycji pomocnika. W latach 2006–2014 reprezentant Francji. Wicemistrz świata 2006. Zdobywca Ligi Mistrzów w sezonie 2012/13 z Bayernem Monachium. Zakończył karierę 22 października 2022 roku.

## Kariera
Ribéry zaczynał karierę w klubie US Boulogne, gdzie grał w sezonie 2001-2002. Następnym zespołem w karierze Francuza był Olympique Alès. Po roku niespełna 20-letni zawodnik zmienił drużynę na sporo silniejszy Stade Brestois 29. Dobre występy w tym klubie zaowocowały podpisaniem kontraktu z pierwszoligowym FC Metz.
Tu także grał na wysokim poziomie, więc po rozegraniu 20 meczów Ribéry przeniósł się do tureckiego Galatasaray SK, gdzie zdobył swoje pierwsze trofeum – Puchar Turcji.
Jednak pod względem sportowym Ribéry nie był całkowicie zadowolony, toteż po pół roku wrócił do ojczyzny i grał w Olympique Marsylia.
W Marsylii Ribéry spisywał się znakomicie, co spowodowało, że stał się obiektem zainteresowania m.in. takich klubów jak FC Barcelona, Arsenal, Bayern Monachium, Real Madryt, Juventus F.C., Inter Mediolan czy Manchester United. Ostatecznie przeszedł do Bayernu Monachium, gdzie występował, podobnie jak w Olympique Marsylia, z numerem 7. W sezonie 2009/2010 zdobył mistrzostwo Niemiec, zaś rok później zagrał w finale Ligi Mistrzów, w którym Bayern uległ Chelsea F.C. (1:1 w podstawowym czasie gry) 4:3 w karnych. W sezonie 2012/2013 ponownie wystąpił w finale Champions League, gdzie Bayern pokonał Borussię Dortmund 2:1. W czerwcu 2013 przedłużył kontrakt z klubem do 2017. W maju 2019 roku Bayern ogłosił, że po zakończeniu sezonu Ribéry odejdzie z klubu. W latach 2019–2021 był zawodnikiem Fiorentiny. Od 2021 do 2022 był piłkarzem US Salernitana 1919, w której zakończył swoją karierę piłkarską.
Ribéry zaliczył pierwszy występ w reprezentacji Francji na Mistrzostwach Świata w 2006 roku w Niemczech. Powołanie dla uzdolnionego zawodnika zostało wymuszone na Raymondzie Domenechu przez kibiców. Ribéry został uznany na tym turnieju za jednego z najlepszych piłkarzy swojej drużyny, a Francja wywalczyła wicemistrzostwo świata. Ribéry zdobył swojego pierwszego reprezentacyjnego gola w 41. minucie w meczu 1/8 finału z Hiszpanią.

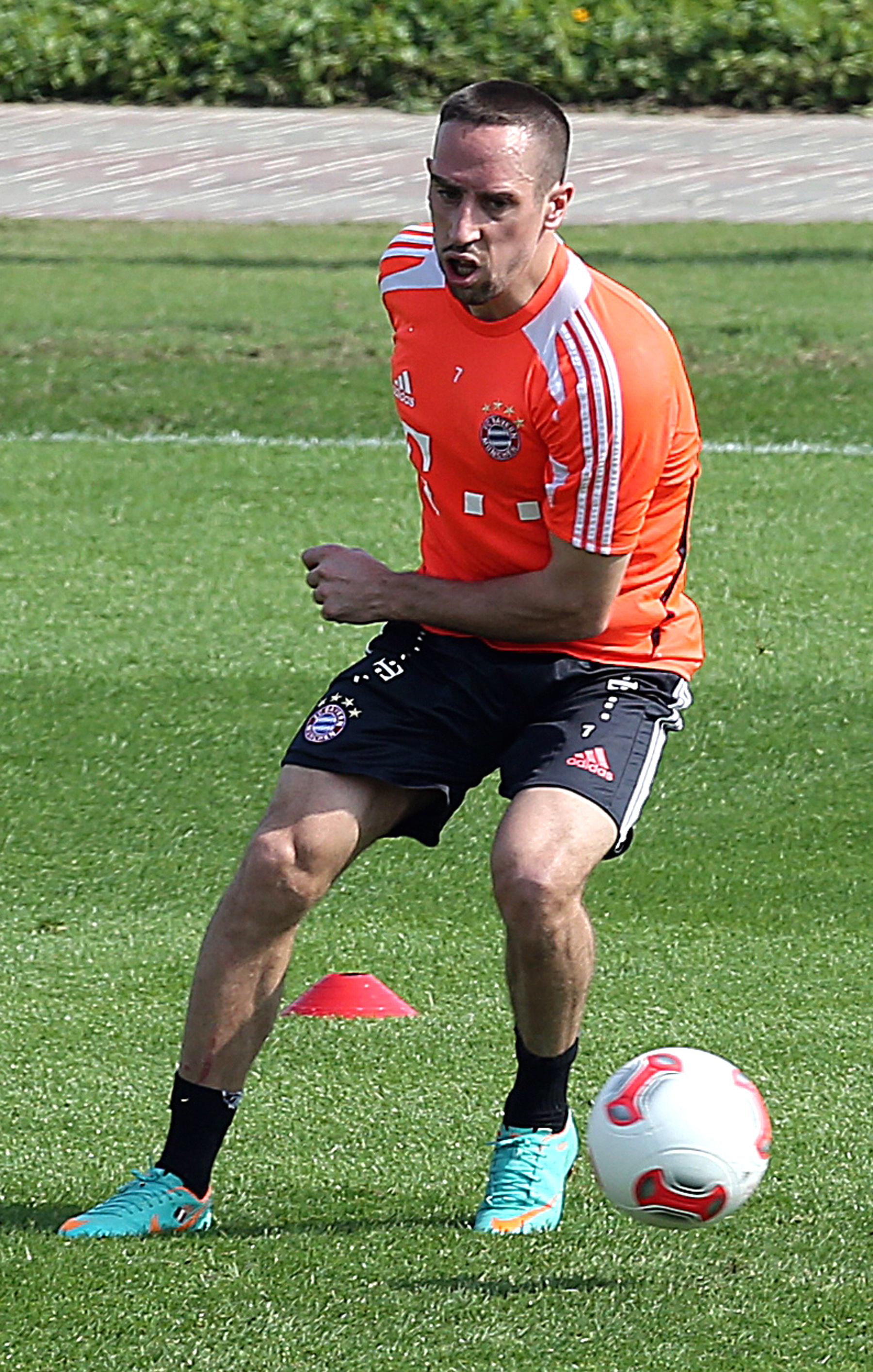
Ribery w barwach Bayernu Monachium.

### Statystyki reprezentacyjne
| Reprezentacja | Rok     | Występy | Gole |
| ------------- | ------- | ------- | ---- |
| Francja       | 2006    | 15      | 1    |
| Francja       | 2007    | 9       | 1    |
| Francja       | 2008    | 8       | 3    |
| Francja       | 2009    | 8       | 2    |
| Francja       | 2010    | 7       | 0    |
| Francja       | 2011    | 8       | 0    |
| Francja       | 2012    | 14      | 4    |
| Francja       | 2013    | 11      | 5    |
| Francja       | 2014    | 1       | 0    |
| Łącznie       | Łącznie | 81      | 16   |

Ostatnia aktualizacja: 22 czerwca 2015

#### Gole w reprezentacji
| Lp. | Data       | Miejsce                                     | Przeciwnik | Gol | Wynik | Rozgrywki         |
| --- | ---------- | ------------------------------------------- | ---------- | --- | ----- | ----------------- |
| 1.  | 27.06.2006 | FIFA WM Stadion Hannover, Hanower           | Hiszpania  | 1:1 | 3:1   | Mundial 2006      |
| 2.  | 02.06.2007 | Stade de France, Saint-Denis                | Ukraina    | 1:0 | 2:0   | El. Euro 2008     |
| 3.  | 26.03.2008 | Stade de France, Saint-Denis                | Anglia     | 1:0 | 1:0   | Mecz towarzyski   |
| 4.  | 03.06.2008 | Stade de France, Saint-Denis                | Kolumbia   | 1:0 | 1:0   | Mecz towarzyski   |
| 5.  | 11.10.2008 | Stadion Farul, Konstanca                    | Rumunia    | 1:2 | 2:2   | El. Mundialu 2010 |
| 6.  | 28.03.2009 | Stadion im. S. Dariusa i S. Girėnasa, Kowno | Litwa      | 1:0 | 1:0   | El. Mundialu 2010 |
| 7.  | 01.04.2009 | Stade de France, Saint-Denis                | Litwa      | 1:0 | 1:0   | El. Mundialu 2010 |
| 8.  | 27.05.2012 | Stade du Hainaut, Valenciennes              | Islandia   | 2:2 | 3:2   | Mecz towarzyski   |
| 9.  | 31.05.2012 | Stade Auguste Delaune, Reims                | Serbia     | 1:0 | 2:0   | Mecz towarzyski   |
| 10. | 05.06.2012 | MMArena, Le Mans                            | Estonia    | 1:0 | 4:0   | Mecz towarzyski   |
| 11. | 11.09.2012 | Stade de France, Saint-Denis                | Białoruś   | 3:1 | 3:1   | El. Mundialu 2014 |
| 12. | 22.03.2013 | Stade de France, Saint-Denis                | Gruzja     | 3:0 | 3:1   | El. Mundialu 2014 |
| 13. | 10.09.2013 | Stadion Centralny, Homel                    | Białoruś   | 1:1 | 4:2   | El. Mundialu 2014 |
| 14. | 10.09.2013 | Stadion Centralny, Homel                    | Białoruś   | 2:2 | 4:2   | El. Mundialu 2014 |
| 15. | 11.10.2013 | Stade de France, Saint-Denis                | Australia  | 1:0 | 6:0   | Mecz towarzyski   |
| 16. | 15.10.2013 | Stade de France, Saint-Denis                | Finlandia  | 1:0 | 3:0   | El. Mundialu 2014 |

Ostatnia aktualizacja: 22 czerwca 2015

## Życie prywatne
W wieku 2 lat uczestniczył w wypadku samochodowym, podczas którego wypadł z pojazdu przez przednią szybę. Blizna pozostała po obrażeniach, jakich doznał w tym wypadku, jest wyraźnie widoczna na prawej stronie twarzy. Mimo że Ribéry należał do najlepiej zarabiających francuskich piłkarzy, nie chciał poddać się operacji plastycznej. Nie zdecydował się też na zabieg prostowania zębów i korekty złamanego nosa. „Blizny to nic hańbiącego” – powiedział w jednym z wywiadów.
Ma wykształcenie podstawowe.
Pod wpływem narzeczonej, a później żony, Wahiby, Franck Ribéry przyjął islam i zmienił imię na Bilal Yusuf Mohammed. Mają dwie córki: Hiziyę i Shahinez i syna Seifa.

## Sukcesy

### Galatasaray Stambuł
- Puchar Turcji: 2004/2005

### Olympique Marsylia
- Puchar Intertoto UEFA: 2005

### Bayern Monachium
- Mistrzostwo Niemiec: 2007/2008, 2009/2010, 2012/2013, 2013/2014, 2014/2015, 2015/2016, 2016/2017, 2017/2018, 2018/2019
- Puchar Niemiec: 2007/2008, 2009/2010, 2012/2013, 2013/2014, 2015/2016, 2018/2019
- Superpuchar Niemiec: 2012, 2016, 2017, 2018
- Puchar Ligi Niemieckiej: 2007
- Liga Mistrzów: 2012/13
- Superpuchar Europy: 2013
- Klubowe mistrzostwo Świata: 2013

### Reprezentacyjne
- Wicemistrzostwo Świata: 2006

### Indywidualne
- Piłkarz Roku we Francji: 2007, 2008, 2013
- Drużyna Roku Ligue 1: 2006
- Gol Roku Ligue 1: 2006
- Najlepszy Piłkarz Bundesligi: 2008
- Człowiek roku w niemieckiej piłce nożnej: 2008
- Najlepszy Piłkarz Europejski według UEFA: 2013
- Jedenastka Roku FIFA: 2008, 2013
- Najlepszy Piłkarz według magazynu "Kicker": 2013
- Król asyst Bundesligi: 2010/2011, 2011/2012, 2012/2013
- Król asyst Pucharu Niemiec: 2016/2017
- Król asyst Ligi Mistrzów: 2011/2012